# صيدلة فيزيائية
الصيدلة الفيزيائية Physical pharmacy هي فرع الصيدلة الذي يركز على تطبيقات الفيزياء والكيمياء لدراسة الصيدلة. بمعنى آخر، هي دراسة تأثيرات أشكال الجرعات على بيئتها من خلال معالجة المشكلات على المستوى الجزيئي. وهي تُركز على الخصائص الفيزيائية وإجراءات طُرق إعطاء الدواء قبل إعطائه للمريض. وتُشكل الأساس لتصميم وتصنيع وتوزيع المنتجات الدوائية وتعمل كأساس للاستخدام المستقر والسليم للأدوية الطبية. وتُغطي مجالات مثل الذوبان والحركية الدوائية وتوصيل الدواء.
تعمل الصيدلة الفيزيائية كمبادئ توجه التطورات الصيدلانية. كما أنها بمثابة أساس لفهم امتصاص الدواء، وتوزيعه، واستقلابه، وتصفيته التي تحدث أثناء العلاج الدوائي.

## مجالات التطبيق
تتعامل الصيدلة الفيزيائية مع العلم الذي يعمل على الجوانب التالية التي تتعلق بتطوير منتج دوائي: 
- التوحيد والدقة في الجرعة لكل شكل من أشكال الجرعات.[3]
- نتائج التأثيرات العلاجية خلال فترة العلاج.[2]
- الاستقرار الجسدي وجاذبية الدواء.[2]
- وضع العلامات على شروط التخزين وتواريخ انتهاء الصلاحية.[2]